# Sans argent
Sans argent (Безденежье) est une pièce de théâtre en un acte écrite par Ivan Tourgueniev en 1846 et publiée dans les Annales de la Patrie. Elle a été montée à Moscou en 1851. C’est une comédie réaliste où l’auteur revendique l’influence de Gogol.

## Personnages
- Timoféï Pétrovitch Jazikov, jeune homme
- Matvéï, son vieux domestique
- Vassili Vassilievitch
- Blinov, propriétaire et voisin de Jaziko
- etc...

## Résumé
Acte I - Une chambre bien meublée, derrière le paravent, un lit.
Matveï réveille Jazikov, son maître, et lui annonce qu’ils n’ont plus de bois pour se chauffer, ni de sucre pour le thé. Inutile d’aller à la boutique, ils ne lui font plus crédit, on leur doit sept rouble. Frappe à la porte un cordonnier qui vient réclamer son argent. Jazikov se cache, et Matveï recommande à l’artisan de revenir demain, car son maître est parti travailler. Puis arrive un marchand de meubles. Jazikov retourne se cacher. Matvei est obligé de parlementer longtemps avant que le marchand accepte de repartir : la dette est de cinquante deux roubles.
C’est maintenant au tour d’une jeune fille. Jazikov ne se cache pas en l’entendant. Elle travaille pour la blanchisserie et remettra le paquet contre le paiement de onze roubles. Jazikov essaie de lui faire du charme. Cela ne marche pas. Elle repart avec le paquet. 
Puis vient un inconnu. il retourne derrière le paravent. Le nouveau venu prévient Matveï qu’il déposera plainte si Jazikov ne le rembourse pas et s’en va. Jazikov envoie Matveï chez le général Schoentzel avec un courrier où il demande de lui prêter trois cents roubles. En attendant le retour du valet, il s'interroge : ne devrait-il pas entrer dans l’armée ? Matveï revient avec une réponse négative.
Arrive le domestique de Naoumov. Il vient réclamer les cinq cents roubles que Jazikov doit à son maître, mais repart les mains vides. Un marchand de chiens arrive avec un vieux chien. Jazikov lui a commandé un chien. Ils marchandent, mais l’homme insiste pour repartir avec un acompte. Jazoniv insiste : ce n’est pas possible. Il finit par l’insulter et le chasse.
Matveï conseille alors à son maître de repartir dans ses terres chez sa mère. Cette dernière s’inquiète pour son fils. Elle a écrit à Matveï, mais dans sa réponse, il n’a pas dit que son fils n’allait plus au bureau, qu’il avait des dettes partout. Matveï dépeint à Jazokov la vie heureuse qu’il pourrait avoir à la campagne, ne plus avoir peur de la sonnette, manger tous les jours à sa faim. Jazikov sait pourtant qu’il s’ennuiera à la campagne, en dépit de tous les problèmes qu'il a, Saint-Pétersbourg reste bien plus attirante. Néanmoins, il fait mine d'en accepter l’idée. Cela ne dure pas grâce à l’arrivée d’une connaissance, un voisin de sa mère, à qui il arrive à emprunter deux cents roubles. Il oublie dès lors toutes ses bonnes intentions et part dîner dans un grand restaurant.

## Édition française
- Ivan Tourgueniev, Théâtre complet 1, tome 1, traduit par Georges Daniel, L'Arche, Paris, 1964.